# Association moscovite des écrivains prolétariens

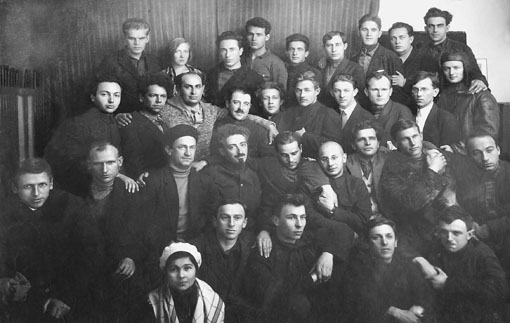
Les écrivains membres de MAPP (Association moscovite des écrivains prolétariens).
De gauche à droite, première rangée : 1. O. Groudskaïa ; 2. Inconnu., 3. Inconnu., 4. P. G. Skosyrev.
Deuxième rangée: 1. A. P. Selivanovski, 2. V. S. Makariev, 3. Vladimir Stavski, 4. Iouri Libedinski, 5. Vladimir Kirchon, 6. Leopold Averbakh, 7. Fiodor Manferov, 8. Alexandre Fadeïev, 9. N. M. Bouatchdzé.
Troisième rangée: 1. A. A. Isbakh, 2. Inconnu., 3. Bela Illech, 4. Máté Zalka, 5., 6. Alekseï Sourkov 7. Grigori Korabelnikov, 8. Alexandre Afinoguenov.
Quatrième rangée: 1. Inconnu., 2. Olga Bergolz 3. Friedman, 4. Inconnu., 5. A. A. Borovoï, 6. S. L. Kirianov, 7. Inconnu., 8. Inconnu., 9. Inconnu.

L'Association moscovite des écrivains prolétariens (russe : Московская ассоциация пролетарских писателей), en abrégé MAPP (МАПП) association littéraire soviétique qui a existé de 1923 à 1932.

## Historique
La MAPP a été fondée en mars 1923 par le groupe d'écrivains Octobre. Y entrent également les groupes Jeune garde (ru) et Printemps ouvrier. Elle soutenait les positions « de classe » les plus radicales dans le domaine littéraire.
L'un des objectifs principaux de la nouvelle association est de lutter contre la Forge et l'Association pan-russe des écrivains prolétariens (VAPP). En avril 1924, la MAPP a réussi à prendre le contrôle de VAPP et à la gagner à ses idées. Elle devient alors la section de Moscou de la VAPP, et en 1928 de la RAPP (Association russe des écrivains prolétariens).
Tous ces groupes sont dissous lors de la  restructuration des organisations littéraires et artistiques décidé en 1932 par le PCUS(b).
La MAPP a organisé des cercles littéraires ouvriers dans les différents quartiers de Moscou, qui lui ont permis d'atteindre le nombre de 500 adhérents.